# 1800 na literatura

## Nascimentos
| Data            | Nome                          | Profissão            | Nacionalidade | Observações | Ref |
| --------------- | ----------------------------- | -------------------- | ------------- | ----------- | --- |
| 28 de janeiro   | António Feliciano de Castilho | escritor e pedagogo  | Portugal      | m. 1875     |     |
| 11 de Fevereiro | William Henry Fox Talbot      | escritor e cientista | Inglaterra    | m. 1877     |     |
| 1 de Outubro    | Lars Levi Læstadius           | escritor e botânico  | Suécia        | m. 1861     |     |
| 25 de Outubro   | Thomas Macaulay               | poeta                | Inglaterra    | m. 1859     |     |
| 3 de Dezembro   | France Prešeren               | poeta                | Eslovênia     | m. 1849     |     |

## Mortes
| Data        | Nome           | Profissão | Nacionalidade | Observações | Ref |
| ----------- | -------------- | --------- | ------------- | ----------- | --- |
| 25 de Abril | William Cowper | poeta     | Inglaterra    | n. 1731     |     |